# Maják Långe Erik
Maják Långe Erik nebo Ölands norra udde se nachází v obci Grankullaviken na malém ostrově Stora Grundet u pobřeží severního výběžku ostrova Öland v jižní části Švédska. Je kulturní památkou Švédska od roku 1935.

## Historie
Byl dán do užívání v roce 1845 a byl vybaven olejovou lampou s dosvitem 4 nm. V roce 1864 byla instalována katadioptrická soustava. V roce 1884 byla olejová lampa nahrazena petrolejovou lampou. V roce 1906 byla vybavena Fresnelovou čočkou firmy Barbier Bernard & Turenne a otáčecím zařízením, které bylo poháněno hodinovým strojkem. V roce 1930 byla přidána druhá Fresnelova čočka IV. řádu. V roce 1946 byl maják elektrifikován (výkon lamp byl 1000 W a 250 W), hodinový pohon byly vyřazen z činnosti, ale zachován. V roce 1976 byl maják plně automatizován. Do roku 1976 obsluhu majáků zabezpečovali tři strážci majáku, kteří bydleli s rodinami v obytných  domech na ostrově. Velká čočka byla vyřazena z provozu v roce 1990 a zakrytá. V roce 2010 byla instalována 350 mm LED lampa.
Maják je v letních měsících přístupný, v roce 1965 byl ostrov spojen mostem s ostrovem Öland.

## Popis
Maják je třicet dva metry vysoká válcová věž postavená z vápence s ochozem ve výšce 28 metrů ukončený lucernou. Maják má bílou barvu, lucerna je šedá metalíza. Světelný zdroj je ve výšce 31,5 m n. m. V roce 1910 byl instalován nautofon, který byl deaktivován v roce 1985. V majáku je zachován hodinový pohon a Fresnelova čočka. K lucerně vede 138 schodů.

## Data
Charakteristika: Fl (4) W 15s (čtyři záblesky bílého světla v intervalu 15 sekund) 
- dosvit: 14 nm.

označení:
- Admirality:C7260
- NGA: 7756
- ARLHS:SWE-298
- švédské označení: SV-5475